# Księstwo Kopanickie
Księstwo Kopanickie (niem. Herzogtum Köpenick) – dawne księstwo słowiańskie, leżące na terytorium plemienia Sprewian (obecnie wschodnia część landu Brandenburgii).
Nie wiadomo kiedy dokładnie i w jakich okolicznościach księstwo powstało, jednak na pewno istniało w końcu lat 40. XII w., kiedy jego księciem był Jaksa z Kopanicy (1120–1176). Według źródeł archeologicznych większe umocnienia Kopanicy (obecnie dzielnica Berlina) powstały ok. 1100 i być może wkrótce potem doszło do powstania księstwa.
Było księstwem chrześcijańskim, podporządkowanym rzymskokatolickiej archidiecezji gnieźnieńskiej.

## Granice

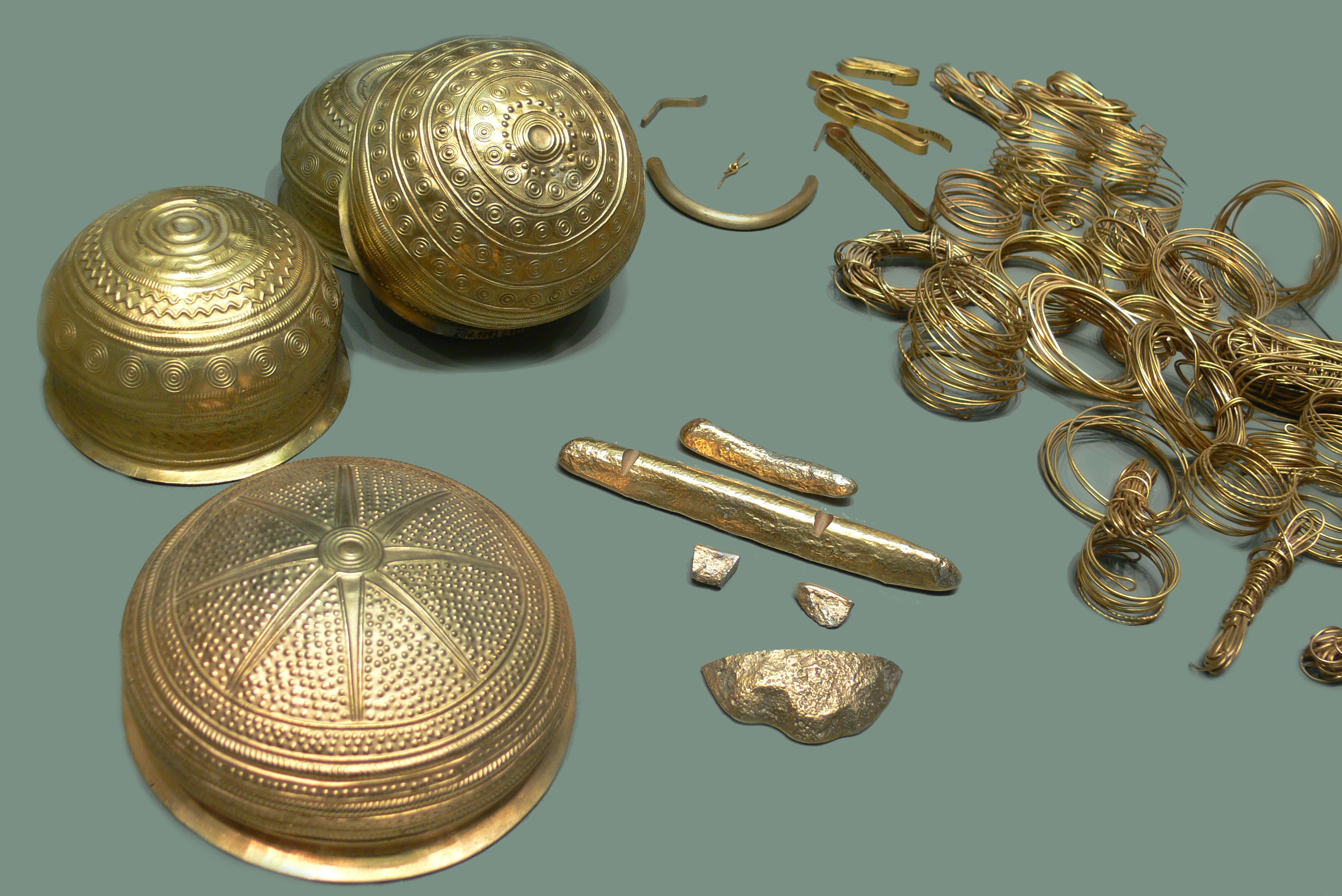
Replika skarbu z Eberswalde (zawierająca książęcą pelerynę) z Oberbarnim, niedaleko granicy z Polską, ok. 600 p.n.e.; Nowe Muzeum, Berlin.

Z uwagi na płynność granic w średniowieczu, nie można dokładnie ustalić granic księstwa. Na wschodzie musiało jednak graniczyć z Polską, gdyż książę Jaksa uznał się za wasala Bolesława Kędzierzawego. Najprawdopodobniej odcinkiem granicznym była rzeka Odra od Cedyni na południe i dalej teren pomiędzy rzekami Sprewą i Stobrawą. Następnie granica skręcała na południowy zachód i prawdopodobnie sięgała północnego i zachodniego brzegu jeziora Scharmützelsee, stamtąd biegła na zachód do jeziora Krossinsee i dalej na południowy zachód, prawdopodobnie w okolice miasta Zossen. Granicą zachodnią były prawdopodobnie rzeki Nuthe i Hawela. Na północy granica przebiegała zapewne w okolicach obecnego miasta Lindow i skręcała na wschód, biegnąc do Odry.

## Historia
Niewiele wiadomo o dziejach księstwa. Faktem jest, że od lat 50. XII wieku było w stosunku lennym wobec Polski, ale książę Jaksa prowadził dość samodzielną politykę. Księstwo toczyło zacięte walki z margrabią Albrechtem Niedźwiedziem o twierdzę Brenna, którą kontrolowało w latach 1154–1157. Książę Jaksa prawdopodobnie przyjął także chrzest, o czym może świadczyć nowy typ bitych monet (tzw. brakteatów) z podobizną księcia trzymającą w rękach krzyż i chorągiew.
Książę Jaksa zmarł w 1168 lub 1178 i nie wiadomo, co dalej działo się z księstwem. Najpóźniej jednak w 1210 zostało podbite przez Marchię Miśnieńską, gdyż wtedy pojawia się po raz pierwszy w dokumentach margrabiego Konrada II.